# Eugen Napoleon Neureuther
Eugen Napoleon Neureuther (Monaco di Baviera, 13 gennaio 1806 – Monaco di Baviera, 23 marzo 1882) è stato un pittore, disegnatore e litografo tedesco, considerato il principale esponente dell'arte tardo-romantica tedesca.

## Biografia

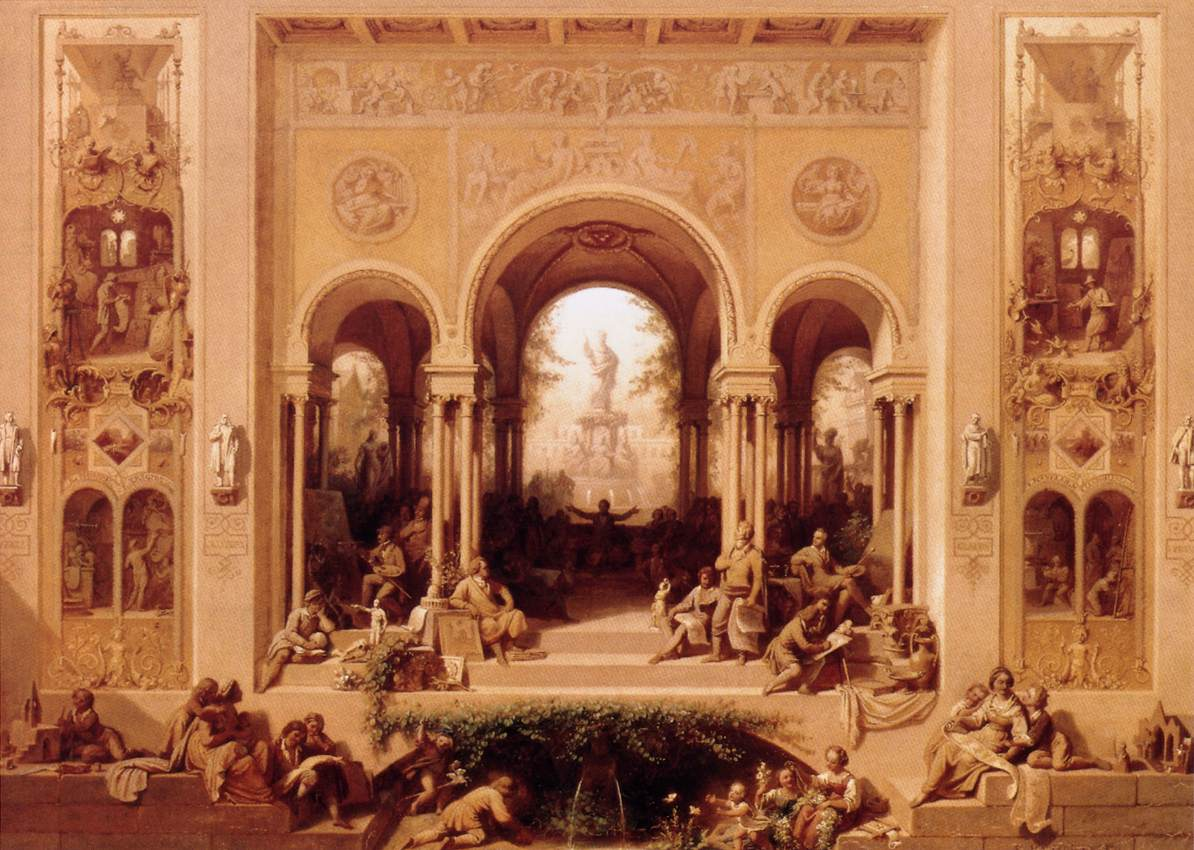
Le arti fiorenti a Monaco (1861), Schackgalerie

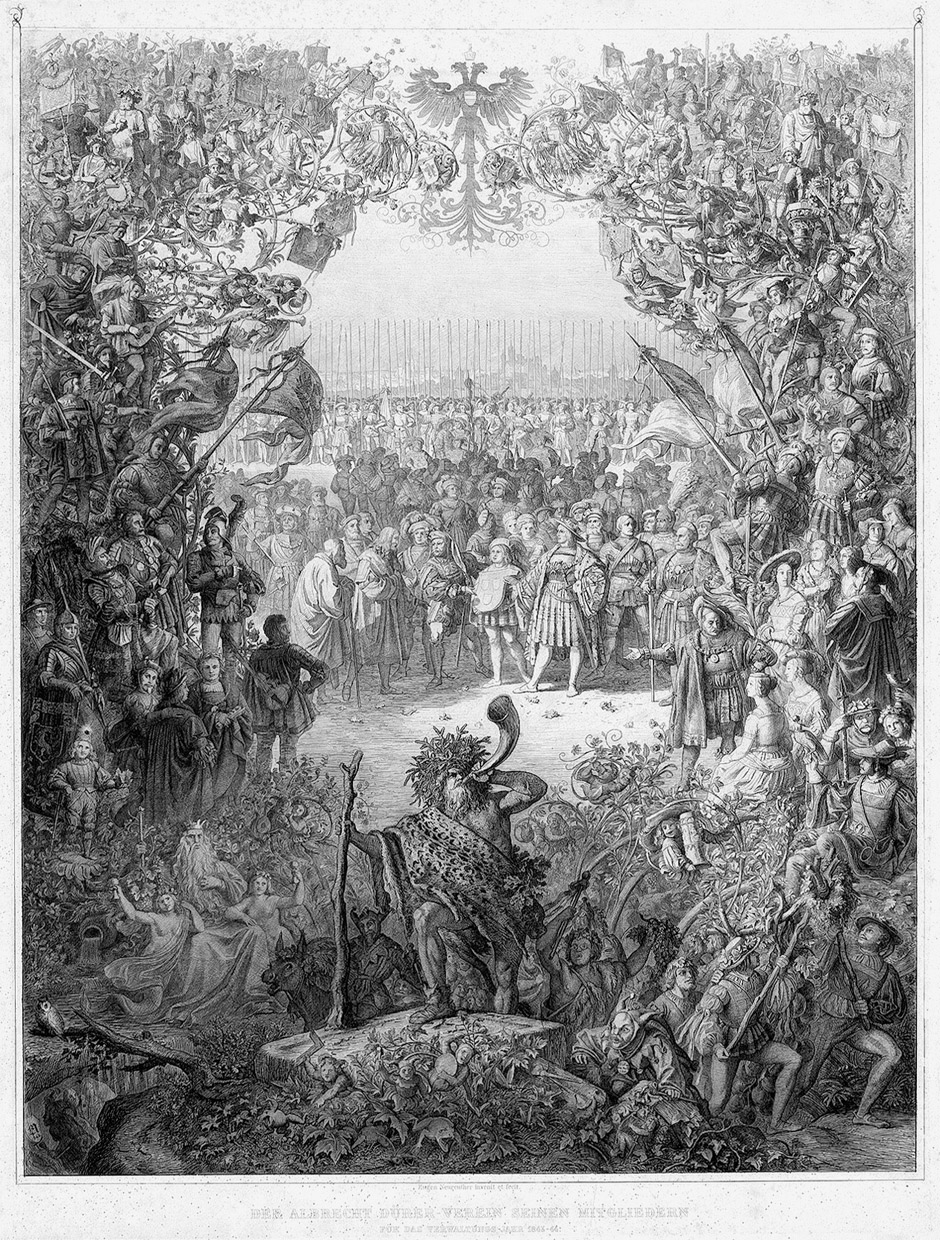
La consegna dello stemma dell'artista ad Albrecht Dürer dall'Imperatore Massimiliano I d'Asburgo (1841)

Scolaro del padre Ludwig, Eugen Napoleon Neureuther studiò all'Accademia di Monaco sotto la guida di Wilhelm von Kobell e successivamente collaborò con Peter von Cornelius nei dipinti della Gliptoteca a Monaco, dopo di che soggiornò a Parigi (1830), dove le sue illustrazioni delle scene della rivoluzione di luglio apparvero sotto il titolo Suvenir du 27, 28, 29 juillet (1831), e a Roma (1836-1837).

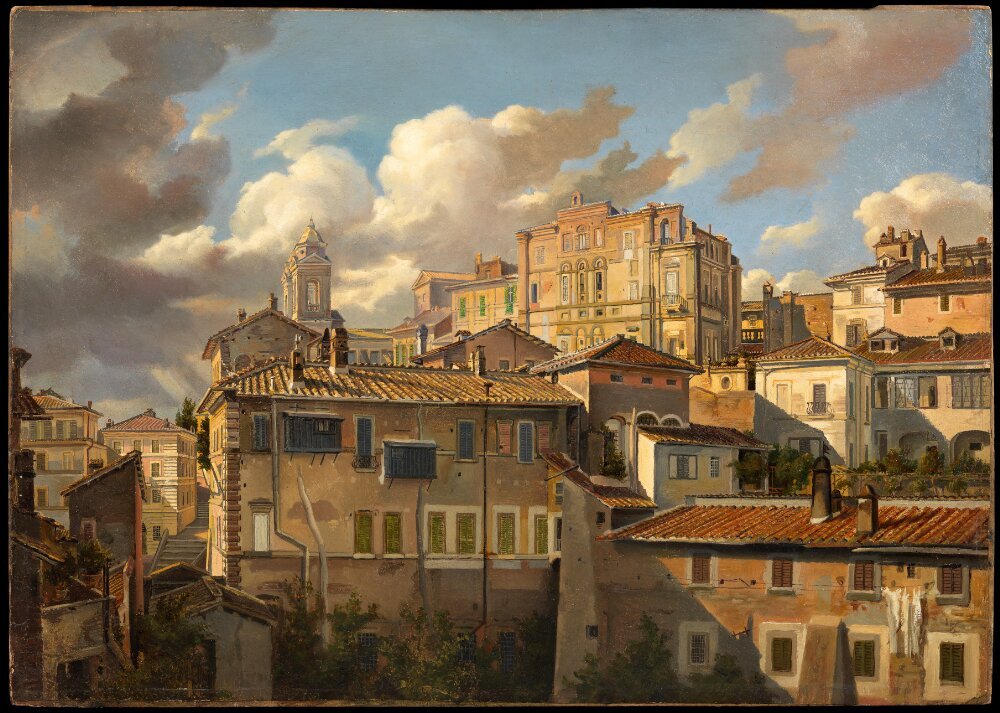
Veduta del Pincio, 1836-1837. Museo nazionale di Stoccolma. Si notano in primo piano il Palazzo Gabrielli-Mignanelli, ed in secondo piano il Palazzetto Zuccari ed i campanili della Trinità dei Monti

Dopo il suo ritorno in patria pubblicò Disegni marginali ai poeti bavaresi (1832-1835).
Fu direttore artistico (1847-1856) della Manifattura di porcellane di Nymphenburg,e la sua migliore incisione è forse il grande piatto di Dornröschen (1839); insegnò (1868-1876) nella scuola delle arti applicate di Monaco.
Come pittore, si può ricordare La figlia del pastore di Taubenhain, nella Alte Pinakothek.
Più che per le sue qualità nella pittura, e la Schackgalerie di Monaco espone numerosi ritratti, paesaggi e scene di genere, Neureuther diventò celebre soprattutto perché fu il più notevole esponente dell'illustrazione romantica tedesca (illustrò il Götz von Berlichingen di Goethe, il Cid di Herder, ecc.),ispirato da un'opera del Rinascimento tedesco, i disegni di Albrecht Dürer dal libro di preghiere dell'imperatore Massimiliano I d'Asburgo.
Tutto il suo lavoro si distinse per il grande fascino decorativo e per la purezza e la nobiltà della linea.I disegni di Neureuther in stile storicistico si ispirano a temi e ornamenti gotici e l'arabesco costituì il loro elemento estetico fondamentale.